# Muscicapa ussheri
Muscicapa ussheri là một loài chim trong họ Muscicapidae.